# Észak és Dél (minisorozat)
Az Észak és Dél (North and South) egy amerikai történelmi filmsorozat, amely John Jakes regénytrilógiájából készült. A három kötetet 6, 6, és 3 részben dolgozták fel; bemutatásukra 1985-ben, 1986-ban, valamint 1994-ben került sor.
A sorozat két család, az északi acélgyáros Hazardék és a déli ültetvényes Mainek barátságát és küzdelmeit jeleníti meg az amerikai polgárháború alatt és az azt megelőző, illetve követő években.

## Története
|  | Alább a cselekmény részletei következnek! |

### I. könyv
1. rész
(1842 nyara – 1844 nyara) – A fiatal Orry Main, egy gazdag dél-karolinai ültetvénytulajdonos egyetlen fia elindul West Pointba, a katonai akadémiára. Útja során találkozik a new orleansi Madeline Fabrayvel, akibe beleszeret. A hölgy Orry szomszédjához, Justin LaMotte-hoz tart. Orry New York városában  megismerkedik George Hazarddal, egy gazdag pennsylvaniai acélgyár-tulajdonos fiával, aki szintén West Pointba tart. A két férfi más-más célból szeretné elvégezni az akadémiát; míg Orry azért szeretné képezni magát, hogy otthon az ültetvényt modernizálhassa, George-ot valóban a katonai pálya érdekli. A két férfit eltérő látásmód jellemzi, de ez nem akadályozza őket abban, hogy jó barátokká váljanak. Az akadémián megismerik egyik felsőbbéves kadéttársukat, a georgiai erkölcstelen, egoista Elkanah Bentet. Bent, aki a sorozat fő gazemberévé válik, kedves és modoros stílusa mögé rejti gonosz, csavart természetét. Kezdettől fogva ki nem állhatja Orry-t és George-ot és mindent megtesz annak érdekében, hogy megkeserítse életüket. Orry az akadémián folyamatosan leveleket küld Madeline-nek, akitől viszont sosem érkezik válasz. Madeline Charlestonba visszatérte után hasonlóakat tapasztal. Két évvel később a kadétok nyári eltávozást kapnak és George és Orry meglátogatják családjaikat. Pennysylvaniaban George abolicianista nővére, Virgilia ellenszenvvel viseltetik Orry iránt, mert szívből gyűlöl minden rabszolgatartót. Dél-Karolinában hazatértekor Orry megtudja, hogy Madeline hozzámegy kegyetlen szomszédjához, Justin LaMotte-hoz. Ezek a hírek nagyon lesújtják. Az esküvőt követően Orry és Madeline rájön, hogy Madeline apja rejtette el Orry leveleit lánya elől, hogy rábírja, menjen hozzá Justinhoz. Orrynak vitája támad az apjával, aki távolléte ideje alatt elkezdte a kegyetlen és szadista Salem Jones rabszolgafelügyelőként alkalmazni.
2. rész
(1844 ősze – 1848 tavasza) – Bent folytatja a kegyetlenkedéseit George-dzsal, Orryval és a barátaikkal szemben. George és Orry csapdát állít Bentnek, akit végül eltanácsolnak az akadémiáról. Miután végeznek West Pointban, a két barát a mexikói háborúba megy harcolni. Bent időközben bosszút forral ellenük; kihasználva, hogy egy magas rangú politikus törvénytelen fia, elintézteti, hogy múltjától függetlenül tiszti rangot kapjon a hadseregben. Ő mániákusan hiszi, hogy katonai lángelmének született, de ezen képességei kimerülnek a hatalommal való visszaélésben és másokkal szembeni kegyetlenkedésekben. A churubusco-i csata során George és Orry Bent alá kerülnek, aki megparancsolja nekik, hogy öngyilkos roham során verjék vissza a mexikói erőket. Bár a rohamot túlélik, Orrynak meglövik a lábát, s ezzel egy életre megnyomorítják. George megismerkedik a bájos Constance Flynn-nel, egy ír katolikus katonai sebész lányával. Egymásba szeretnek és bár tervezik, hogy összeházasodnak, Constance-nak kétségei vannak afelől, hogy George családja be tudna-e fogadni egy ír katolikus lányt. A háború után George otthagyja a hadsereget, megkeresi Bentet, megveri és megfenyegeti, hogy ha valaha ártani mer Orrynak vagy neki, meg fogja ölni. Orry visszatér Mont Royalba, ahol sebesülése és Madeline elvesztése miatt italba fojtja a bánatát.  Madeline segít megszökni Priamnak, Orry egyik rabszolgájának. Justin megtudja, hogy valaki az ő birtokáról segített Priamnak, de mivel nem sejti, hogy felesége áll a dolog mögött, a rabszolgáiból akarja korbáccsal kiverni az igazságot. George látogatást tesz Orrynál, hogy felkérje tanúnak az esküvőjéhez. Mikor Orry George-ot kikíséri a vonathoz, meglátja Priamot, de George kérésére elengedi.
3. rész
(1848 tavasza – 1854 nyara) George  feleségül elveszi Constance-t, amihez a családja megosztottan viszonyul. Sógornője Isabel például ki nem állhatja Constance-t, egyrészt, mert a hölgy ír származású, másrészt mert féltékeny a szépségére és az okosságára. Az esküvőn Orry is részt vesz, mint George tanúja. Dél-Karolinában Orry és Madeline szeretők lesznek. Orry apja meghal és a családi ültetvényt a fia örökli. Első intézkedése az ültetvény új tulajdonosaként, hogy kirúgja Salem Jonest. Charles, Orry unokatestvére a Main családhoz kerül, de nem jön ki velük túlságosan jól. Pisztolypárbajra hívják egy nőügye miatt és csak Orry segítségével sikerül neki a párbajt túlélnie. A párbaj során emberségéről tesz tanúbizonyságot és kivívja Orry megbecsülését. A Main család meglátogatja Hazardékat Pennsylvaniában. Az ott tartózkodásuk ideje alatt George öccse, Billy Orry idősebb húga, Ashton körül legyeskedik. Billy és Charles azt tervezi, hogy ők is felvételiznek a West Point-i katonai akadémiára. Orry és George közösen beindítanak egy gyapotfeldolgozót Dél-Karolinában. George azzal a feltétellel száll bele az üzletbe, hogy Orry nem alkalmaz rabszolgákat a malomban. Virgilia dühös azért, mert családja rabszolgatartókat lát vendégül a házukban és a család haragját magára vonva durván megsérti Mainéket.
4. rész
(1854 nyara – 1856 ősze) – A Hazard család látogatást tesz a Main családnál Dél-Karolinában. Billy rajtakapja Ashtont Justin unokaöccsével az istállóban. Rájön, hogy Ashton mennyire hiú és kétszínű, és az ott tartózkodásuk maradék ideje alatt Billy Brettel, Ashton húgával tölti minden idejét. A két fiatal egymásba szeret. Virgilia együtt tölt egy éjszakát az egyik ültetvénytulajdonos rabszolgájával, Gradyvel, akinek segít megszökni. A Hazard családnak ezt követően távoznia kell Dél-Karolinából, ha nem akarnak a Main családra még nagyobb bajt hozni. Madeline apja a halála előtt elmondja lányának, hogy Madeline nagyanyja fekete rabszolga volt és így Madeline is negyedrészt néger. Billy és Charles lediplomáznak West Pointban. Az ünnepségen mindkét család részt vesz. Ashton, azt követően, hogy Billy kikosarazta, bosszúból lefekszik Billy több barátjával. Hamarosan teherbe esik, de mivel nem akarja megtartani a babát, segítséget kér Madeline-től. Madeline elviszi egy helyi bábához, aki titkos abortuszokat is hajlandó elvégezni. Amikor Justin számon kéri a feleségén, hogy hol járt, hazudni kénytelen. Justin megveri, bezárja egy vendégszobába és otthagyja éhezni. Szökési terve Orryval kudarcba fullad. Amikor Sally mama a lány segítségére sietne, Justin megöli.
5. rész
(1857 tavasza – 1860 novembere) – Justin gyógyszerekkel kábítja Madeline-t, aki teljesen társaságkerülővé válik. Amikor Orry meglátogatja, látszólag arra sem emlékszik, hogy szereti a férfit. Ashton hozzámegy James Huntoonhoz, egy ambiciózus, de könnyen manipulálható dél-karolinai politikushoz, akinek látszólagos erélye mögött egy rendkívül gyenge és hamar megtántorodó személyiség bújik be, így Ashton kedvére sem tud tenni. Orry és Brett meglátogatják George-ot, ám Virgilia - aki időközben hozzáment Gradyhez - újból megsérti őket. Orry elveszti türelmét és kemény szavakkal reagál Virgilia vádaira. George és Orry kapcsolata ezt követően megromlik. Orry és Brett elindulnak haza, Dél-Karolinába, ám vonatukat megállítják Harpers Ferrynél. A vonaton utazó Virgilia csatlakozik férjéhez és a John Brown abolicionista vezető által vezetett lázadókhoz. 1859-ben zajlik Brown híres lázadása a virginiai Harpers Ferrynél a rabszolgák felszabadítása érdekében és hogy felfegyverezze őket dél ellen. A helyiekből verbuválódott fegyveres polgárőrség rajtaüt a felkelőkön. Virgilia férjét megölik és Brownt is elfogják. Virgilia elmegyógyintézetbe kerül és később csak Sam Greene képviselő közreműködésének hála szabadul ki. Abraham Lincolnt elnökké választják, ennek hatására egyre több déli állam hajlik az Unióból való kiválásra.
6. rész
(1860. november 6. – 1861 áprilisa) Huntoon politikai mozgolódásai idején Ashton visszatér Mont Royalban, de panaszkodásait megunva Orry hamarosan visszaküldi a férjéhez. Brett összeveszik Orryal, aki nem támogatja a jelen politikai helyzetben Brett és Billy házasságát. Brett Charlestonba költözik, Ashtonékhoz. Billyt kivezénylik a Sumter-erődhöz, így együtt lehet Brettel. Charlestonban Ashton a helyi csőcselékből bérel fel embereket Billy megölésére, de terve kudarcba fullad. George meglátogatja Orryt és rábeszéli, hogy járuljon hozzá Billy és Brett esküvőjéhez. Dél-Karolina bejelenti kiválását az Unióból, Charlestonban nagy ünnepség veszi kezdetét. Brett és Billy összeházasodnak Mont Royalban, az esküvőn a Huntoon házaspár is részt vesz. Ashton Justin unokaöccsét, Forbest felhasználva újból megkísérli Billyt eltenni láb alól, de Madeline-nek köszönhetően megbukik Ashton terve. Madeline Orry családjánál talál menedéket, miután erőszakos férjét egy karddal megvágja. Brett és Billy biztonságban elérnek a vonathoz, mivel Charles a segítségükre siet. Billy megöli Forbest, ami miatt Ashton még inkább dühbe gurul. Orry kidobja a birtokról a férjével együtt. Orry meglátogatja Hazardéket, hogy odaadja George-nak a gyapotfeldolgozóból származó bevétel rá eső részét. A polgárháború kirobban és a két jó barát útjai elválnak.

### II. könyv
1. rész
(1861 júniusa - 1861. július 21.) - Orry és Charles a Konföderáció hadseregében szolgálnak; Orry tábornok és katonai tanácsadó Jefferson Davis elnök mellett, Charles pedig egy lovasezredben szolgál. George és Billy Washingtonban, a szövetségi államok hadseregében teljesítenek szolgálatot; Billy a mesterlövész ezredben, míg George Abraham Lincoln mellett, katonai tanácsadóként. Charles virginiai szolgálata idején találkozik Augusta Berkleyvel, aki gyógyszert csempész északról a déli katonáknak. Virgilia ápolóként akar elhelyezkedni egy washingtoni katonai kórháznál és ehhez segítséget kér Sam Greene képviselőtől. Huntoon hiába próbál magának helyet szerezni a déli vezetésben máris konfliktusa támad Jefferson Davis-szel, aki a jelenlegi háborús helyzet miatt átmenetileg mellőzni kívánja a déli politikai elvek egy részét, hogy összefogja a konföderált államokat az északiak ellen. Ezért Huntoon autoritással és az államok szuverenitásának megsértésével vádolja Davist, akivel később is nézeteltérései lesznek. Orry kegyetlen és manipulatív húga, Ashton, aki eddig is csak csalódott férjében emberére akad Elkanah Bentben, aki a polgárháborúban látja meggazdagodásának lehetőségét: Bent katonai vagy politikai vezetőnek alkalmatlan, de rendkívül ügyes és rafinált üzletember. Tiltott luxusárucikkeket csempész be a déli partok ellen felállított unionista haditengerészeti blokádot kijátszva. Bent és Ashton hamarosan szeretők lesznek. A férfi elhalmozza mindennel a nőt, amire vágyik és uralmi terveibe is bevonja. Amíg Orry és Charles a háborúban van, Justin elrabolja Madeline-t a Main családi ültetvényről és leégeti a gyapotfeldolgozót; Orry anyja megsebesül miközben megpróbálja eloltani a tüzet. A polgárháború első csatáját dél nyeri.
2. rész
(1861 júliusa - 1862 nyara) - Brett anyja sebesülésének hírére úgy dönt, hogy Washingtonból visszautazik Dél-Karolinában. Orry szintén visszamegy Dél-Karolinába, ahol Justint megöli és Madeline-t elveszi feleségül. Orry felfedezi Bent csempész vállalkozását. Bent egykori szeretője, Burdetta Halloran informálja őt hol van a csempészek depója. Burdettát Bent Ashton miatt hagyta ott, ezért beszélt Orry-val, akit figyelmeztetett a húga és Bent közötti viszonyra. Orry katonáival lecsap a kipakoló csempészekre, elfogja Bent embereit, és áruja legnagyobb részét megsemmisíti. Bent és Ashton bosszút esküszik. Pennsylvaniában időközben George bátyja, Stanley veszi át a hatalmat a család acélgyárai fölött. Stanley kapzsi felesége, Isabel, aki gyűlöli Constance-t, mert ír, rábeszéli férjét, hogy vegyenek rosszabb minőségű, de olcsóbb vasat és azzal lássák el az északi haderőt. A dokumentumokra ráhamisítják George nevét, felkészülvén arra az esetre, ha probléma merülne fel.
3. rész
(1862. szeptember 17. - 1864 tavasza) - Az Antietam-patak melletti véres csatánál Charles és Billy majdnem megölik egymást. Charles barátja, Ambrose egy felrobbanó ágyú miatt életét veszti a csatában (az ágyút a Stanley és Isabel által működtetett fantomgyár készítette a Hazard-vasgyár eszközeivel). Az ágyút pont abból a rossz minőségű vasból öntötték, amit Isabel és Stanley vásároltak fel és adtak el az unionista haderőnek. Lincoln elnök felszabadítja a rabszolgákat a lázadó déli államokban. A rabszolgák többsége elhagyja Mont Royalt. Ashton meglátogatja családját, akik rabszolgák híján kénytelenek maguk dolgozni. Ashton elmondja Madeline-nek, hogy tudja, hogy anyja fekete prostituált volt New Orleansban, és ezt az információt felhasználva tönkreteheti Orry és a családja életét. Madeline ért a szóból és Charlestonba menekül, ahol a menekültek táborát támogatja és a rászorulókon segít. Időközben az egyre beszámíthatatlanabbá váló Bent azt tervezni, hogy meggyilkolja Davis elnököt, hogy dél diktátorává válhasson, ezért titokban fegyvereket vásárol a Karib térségből, amiket elrejt egy pajtában. A rejtekhelyet egyelőre csak Ashtonnak árulja el, aki már aggódik, de a hatalmi ambíciók és Bent lehengerlő személyisége még mindig vonzzák. Billy egy rövid időre otthagyja a hadsereget, mert már majdnem két éve nem látta feleségét, Brett-t. Ashtonnak majdnem sikerül a déliek kezére játszania, de Brett megmenti.
4. rész
(1864 májusa - 1864 ősz) - Mikor Billy visszatér az ezredhez, a hadtestparancsnoka lefokozza és megfenyegeti, hogy ha vége a háborúnak, engedély nélküli távozás miatt katonai bíróságra viszi. George-ot eközben déli katonák foglyuk ejtik egy rajtaütés során és a rettegett Libby börtönbe viszik társaival együtt. Orryt lőtt sérüléssel abba a kórházba szállítják, ahol Virgilia is dolgozik. Felépülését követően a nő hagyja megszökni minden déliekkel szemben támasztott ellenérzete ellenére. Virgiliát hamarosan elküldik a kórházból egy félreértés miatt. A nő Greene képviselő segítségét kéri, aki ezért cserébe azt kéri Virgiliától, legyen a szeretője. Charles megmenti Augustát attól, hogy megerőszakolják az északi katonák a farmján Virginiában. Ezek után szeretők lesznek. Eközben Ashton megtapasztalja azt, milyen ha kihasználják. Eddig azt hitte Bent szereti, ám a férfi arra kéri Ashtont, hogy az egyik titkos támogatójukkal, Thomas Drummonddal háljon a tervük anyagi finanszírozásának ellenében. A korábban mindig fehérmájú Ashtont megviseli az együttlét az idős, számára cseppet sem vonzó férfival.
5. rész
(1864 decembere - 1865 februárja) -  A háború az északiak javára fordult. Orry és Charles megmentik George-ot, akit hazatértét követően felelősségre vonnak a rossz minőségű ágyuk miatt, amik a harcok során felrobbantak és katonák halálát okozták. Stanley a sarkára áll és George vádaskodását követően hajlandó vallomást tenni. A dolgok Bent terveinek sem megfelelően alakulnak, aki egyre megszállottabban hiszi, hogy neki kell a konföderáció élére állnia, de még mindig nincs elég fegyvere, s a pénze is kevés. Egyik fegyverbeszállítója javasolja, hogy keresse meg Charlestoneban Madeline-t, hátha ő tud neki további összegeket hitelezni. Madeline tudja kicsoda Bent, ezért egy volt színésznőt kér fel, hogy lépjen a helyébe és tudja meg mit akar Bent. Kiderül, hogy Bent államcsínyt akar és Davis életére tör, ezért Madeline Richmondba indul figyelmeztetni az elnököt, ám lelepleződik Bent előtt, de szerencsejátékos ismerőse megmenti, aki azonban a Benttel szembeni harc során életét veszti. Bent utolsó kétségbeesett lépésként Ashton közreműködésével belerángatja Huntoont a terveibe, alelnöki posztot ajánlva neki. Huntoon látszólag belemegy, de titokban értesíti Davis elnököt és Orry-t, aki elindul felkutatni Bent illegális fegyverraktárát Richmond mellett. Ashton most már könyörög Benthez, hogy hagyja a hatalomátvételről szőtt elképzeléseit és meneküljenek, ám a mániákus Bent legyőzhetetlennek hiszi magát. Megérkezik a pajtába Huntoon is, s Bent közli vele, hogy vasmarokkal kész fellépni Dél érdekében, továbbá ki akarja végezni Orry Maint. Mikor látja, hogy Huntoon Orry-t is magával hozta beismeri az Ashtonnal való viszonyát, majd összecsap Orry-val. Mialatt a két férfi a pajtán kívül egymással küzd, Ahston és James összevesznek a történtek miatt, felborítanak egy olajlámpát, amitől a pajta kigyullad. A tüzet látva Bent az égő épületbe siet, mert hatalmi törekvéseinek eszköze van veszélyben, de a raktár vele együtt felrobban. A megviselt és korábbi gazságait már vélhetően bánó, megalázott Ashton bevallja Orrynak, hogy segített Bentnek és Madeline-t is ő üldözte el, Orry ezért végleg megtagadja. Ashton megkéri Huntoont, hogy bocsásson meg neki, de Huntoon azt mondja neki, hogy ez túl késő. A raktár megsemmisülése Davis elnököt is megviseli, hisz a kimerült konföderációs seregnek nagy szüksége lett volna azokra a fegyverekre.
6. rész
(1865 márciusa - 1865 áprilisa) - A polgárháború az északiak győzelmével véget ér. Orry és George a petersburgi ütközetben szemben találják magukat egymással. Robert E. Lee tábornok átadja a hadseregét a szövetséges erőknek és Ulysses S. Grant tábornoknak. George megtalálja Orryt egy hadifogolytáborban. Lincoln elnököt egy színházi előadás során lelövik. Charles visszatér Augusta farmjára, de a nő meghalt, mikor Charles fiát világra hozta. Virgilia rájön, hogy a vádat már rég ejtették ellene és megöli Greene képviselőt, amiért az csak kihasználta. Virgiliát ezért akasztás általi halálra ítélik. Az ítélet végrehajtása előtt könnyes búcsút vesz George-tól. Salem Jones, a Mont Royal ültetvény hajdani kegyetlen rabszolgafelügyelője volt rabszolgákkal szövetkezik, hogy támadást szervezzen az ültetvény ellen. Οrry anyja a támadás során megsérül és meghal, a ház leég. Orry és George megfogadják, hogy felújítják családjaik barátságát és George felajánlja, hogy újra beszáll a gyapotfeldolgozásba, hogy segítsen Orrynak újjáépíteni az otthonát.

### III. Könyv
1. rész
(1865 nyara - 1865 ősze) - Elkanah Bent túlélte a rejtett lőszerraktára robbanását Richmond közelében, végső bosszú megszállottjává válik. Orryt és George-ot okolja az életben való kudarcai miatt. Richmondba megy és megöli Orry Maint. Amikor a dühös Ashton sikertelenül próbálja megölni Bentet azzal, hogy a folyóba löki; akkor elköltözik az Old Westbe hogy új életet kezdjen. A vigasztalhatatlan Madeline Orry halála után megpróbálja újjáépíteni a Main családi udvarházat Mont Royalnál és helyi kiszabadított rabszolgáknak segíteni. Orry halálhíre hallatán George Mont Royalba megy és segít Madeline-nek. Charles Main tizedes az Old Westben, ahol találkozik és udvarol Willa Parkernek. Ashton prostituáltként dolgozik Santa Fe-ben, hogy elég pénze legyen megvenni Mont Royalt. Bent amnéziától szenvedve fekszik egy richmondi elmegyógyintézetben, ahonnan kieresztik. Időközben újra visszatér az emlékezete, de elméje megbomlik és folytatja a bosszúhadjáratot. A Hazard udvarházba megy Philadelphia közelében és meggyilkolja George feleségét, Constance-t.
2. rész
(1865 ősze - 1866 tavasza) - George elkezd kutatni Bent után hogy igazságot tegyen. Cooper Main, Orry bátyja, a Ku Klux Klan tagjává válik és elkezd dolgozni hogy aláássa sógornője, Madeline erőfeszítését, aki helyi feketéknek segít. Isabel, George Hazard kapzsi sógornője, akarja megvenni Mont Royalt és ki akarja lakoltatni a Main családot. Charles továbbra is huszárként dolgozik Old Westben, és tovább udvarol Willa Parkernek. Madeline egyedül nem tud szembeszállni Cooperrel és Isabellellel ezért segítséget kér George-tól.
3. rész
(1866 tavasza - 1866 tavasza/nyara) - George megérkezik Mont Royalba, hogy segítsen Madeline-nek, és beleszeret. Miközben Bent végrehajtja a bosszúja végső részét, elrabolja Charles és Augusta Berkley gyermekét. Amikor George tudomást szerez erről, ő és Charles hajtóvadászatot indít Bent ellen, majd felakasztják. Az akasztással befejeződik a személyes háború a Bent ill. a Main és a Hazard családok között. Amikor Ashton végül hazaér, sír amikor látja, hogy Mont Royalt égették. George és Madeline összeházasodnak.

## Szereplők
| Szerep                   | Színész                   | Magyar hang          | Évad    |
| ------------------------ | ------------------------- | -------------------- | ------- |
| Orry Main                | Patrick Swayze            | Selmeczi Roland      | 1, 2    |
| Virgilia Hazard          | Kirstie Alley             | Balázs Ágnes         | 1, 2    |
| Justin LaMotte           | David Carradine           | Sörös Sándor         | 1, 2    |
| Madeline Fabray Lamotte  | Lesley-Anne Down          | Németh Borbála       | 1, 2, 3 |
| Constance Flynn Hazard   | Wendy Kilbourne           | Urbán Andrea         | 1, 2, 3 |
| George Hazard            | James Read                | Stohl András         | 1, 2, 3 |
| Burdetta Halloran        | Morgan Fairchild          |                      | 1, 2    |
| Elkanah Bent             | Philip Casnoff            | Bozsó Péter          | 1, 2, 3 |
| James Huntoon            | Jim Metzler               | Schnell Ádám         | 1, 2    |
| Ashton Main Huntoon      | Terri Garber              | Szénási Kata         | 1, 2, 3 |
| Ashton Main Huntoon      | Temi Epstein (fiatalon)   |                      | 1       |
| Charles Main             | Lewis Smith               | Gáspár András        | 1, 2    |
| Charles Main             | Kyle Chandler             | Czvetkó Sándor       | 3       |
| Billy Hazard             | John Stockwell            | Dányi Krisztián      | 1       |
| Billy Hazard             | Cary Guffey (fiatalon)    |                      | 1       |
| Billy Hazard             | Parker Stevenson          | Crespo Rodrigo       | 2       |
| Brett Main Hazard        | Genie Francis             | Vadász Bea           | 1, 2, 3 |
| Brett Main Hazard        | Nikki Creswell (fiatalon) |                      | 1       |
| Clarissa Main            | Jean Simmons              | Szórádi Erika        | 1, 2    |
| Maud Hazard              | Inga Swenson              | Andai Györgyi        | 1, 2    |
| Stanley Hazard           | Jonathan Frakes           | Reisenbüchler Sándor | 1, 2, 3 |
| Isabel Truscott Hazard   | Wendy Fulton              | Hámori Eszter        | 1       |
| Isabel Truscott Hazard   | Mary Crosby               | Hámori Eszter        | 2       |
| Isabel Truscott Hazard   | Deborah Rush              | Hámori Eszter        | 3       |
| Forbes LaMotte           | William Ostrander         |                      | 1       |
| Madam Conti              | Elizabeth Taylor          |                      | 1       |
| Charles Edwards szenátor | Gene Kelly                |                      | 1       |
| Cuffey                   | Forest Whitaker           |                      | 1, 2    |
| Patrick Flynn            | Robert Mitchum            |                      | 1       |
| John Brown               | Johnny Cash               | Uri István           | 1       |
| Abraham Lincoln          | Hal Holbrook              | Uri István           | 1, 2    |
| Mrs. Lincoln             | Rachel Jakes              |                      | 1       |
| Jefferson Davis          | Lloyd Bridges             | Kárpáti Tibor        | 2       |
| William Hazard           | John Anderson             | Kárpáti Tibor        | 1       |
| Nicholas Fabray          | Lee Bergere               |                      | 1       |
| Tillet Main              | Mitchell Ryan             | Helyey László        | 1       |
| Salem Jones              | Tony Frank                | Kardos Gábor         | 1, 2    |
| Benny Haven              | Walter Barnes             |                      | 1       |
| George McClellan         | Chris Douridas            |                      | 1       |
| Tom 'Stonewall' Jackson  | William Preston Daly      |                      | 1       |
| George Pickett           | Cody W. Hampton           |                      | 1       |
| Ulysses S. Grant         | Mark Moses                |                      | 1       |
| Ulysses S. Grant         | Anthony Zerbe             | Vass Gábor           | 2       |
| Mrs. Grant               | Bonnie Bartlett           |                      | 2       |
| Semiramis                | Erica Gimpel              |                      | 1, 2    |
| Grady                    | Georg Stanford Brown      | Galambos Péter       | 1       |
| Maum Sally               | Olivia Cole               | Bencze Ilona         | 1       |
| Sam Greene képviselő     | David Ogden Stiers        | Barbinek Péter       | 1, 2    |
| Mrs. Neal                | Olivia de Havilland       | Győri Ilona          | 2       |
| Rose Sinclair            | Linda Evans               |                      | 2       |
| Rafe Beaudeen            | Lee Horsley               | Haás Vander Péter    | 2       |
| Sam Trump                | Peter O’Toole             |                      | 3       |
| Willa Parker             | Rya Kihlstedt             | Kökényessy Ági       | 3       |
| Frederick Douglass       | Robert Guillaume          | Németh Gábor         | 1       |
| Priam                    | David Harris              |                      | 1       |
| Nathaniel                | Arthur Gilliard           |                      | 1       |
| Alice Peet               | Terri Gardner             |                      | 1       |
| Nancy                    | Teresa Tabron             |                      | 1       |
| Pearson kapitány         | Stephen Godwin            |                      | 1       |
| Smith Dawkins            | Tuck Milligan             |                      | 1       |
| Clyta                    | Ginnie Randall            |                      | 1       |
| Ezekial                  | Lou Walker                |                      | 1       |
| Surgeon                  | Tim Wise                  |                      | 1       |
| Whitney Smith            | William Arvay             |                      | 1       |
| Augusta Barclay          | Kate McNeil               | Zakariás Éva         | 2       |
| Dorothea Dix             | Nancy Marchand            |                      | 2       |
| Thomas Turner kapitány   | Wayne Newton              |                      | 2       |
| Miles Colbert            | James Stewart             |                      | 2       |
| Rudy Bodford hadnagy     | Michael Dudikoff          |                      | 1, 2    |

## Érdekességek
- A harmadik évadban Patrick Swayze már ténylegesen nem játszott. Rövid cameoszerepét egy korábbról maradt felvételből vágták ki. Amikor Bent meggyilkolja Orry-t egy statiszta áll ott, akinek az arcát a sötétben nem látja a néző.
- A sorozat néhány szereplője a forgatás végeztével házasságot kötött egymással. James Read elvette Wendy Kilbourne-t, aki sorozatbeli felesége volt. Genie Francis hozzáment Jonathan Frakeshez, bár a történet szerint az általuk alakított szereplők nem igen találkoztak egymással. Mindkét frigy a második évad után, 1988-ban köttetett. Mind Readnek, mind Frakesnek ez volt a második házassága, ugyanakkor mind a kettő ma is tart.

## Fordítás
- Ez a szócikk részben vagy egészben  a   North and South (TV miniseries) című angol Wikipédia-szócikk fordításán alapul.  Az eredeti cikk szerkesztőit annak laptörténete sorolja fel. Ez a jelzés csupán a megfogalmazás eredetét és a szerzői jogokat jelzi, nem szolgál a cikkben szereplő információk forrásmegjelöléseként.